# Westliche Karwendelspitze
De Westliche Karwendelspitze is een 2385 meter hoge bergtop in het Karwendelgebergte op de grens tussen het Duitse Beieren en het Oostenrijkse Tirol. De top ligt tussen het Karwendeltal en Mittenwald, vanwaaruit de top met de kabelbaan bereikbaar is. Vanaf het bergstation van de Karwendelspoorlijn is de top vervolgens via een van stalen kabels voorzien bergpad binnen 20 minuten te bereiken. Zonder kabelbaan is de top ook bereikbaar door het Dammkarr of via de Karwendelstieg die de Mittenwalder Hütte passeert.